# Lionel Rees
Lionel Rees (Caernarfon, 31 luglio 1884 – Nassau, 28 settembre 1955) è stato un aviatore britannico.
Era un asso dell'aviazione gallese insignito della Victoria Cross, il più alto riconoscimento per la galanteria di fronte al nemico che può essere assegnato alle forze britanniche e del Commonwealth delle nazioni. Gli furono attribuite otto vittorie aeree confermate, tra cui un aereo nemico catturato, uno distrutto, uno "costretto ad atterrare" e cinque "abbattuti". Rees e il suo mitragliere, il Flight Sergeant James McKinley Hargreaves, furono gli unici due aviatori a diventare assi che volavano sul primo aereo da caccia britannico appositamente costruito, il Vickers Gunbus.
Rees aveva anche un vivo interesse per l'archeologia. Durante un volo dal Cairo a Baghdad negli anni '20, scattò alcune delle prime fotografie aeree archeologiche di siti nella Transgiordania orientale (ora Giordania) e pubblicò numerosi articoli sull'Antiquity (rivista), giornale del Palestine Exploration Fund. È considerato un padre degli studi archeologici di questa remota area ed un pioniere dell'archeologia aerea. Era anche un marinaio esperto.

## Biografia
Rees nacque al civico 5 in Castle Street di Caernarfon, figlio di Charles Herbert Rees, avvocato e colonnello onorario dei Royal Welch Fusiliers e da sua moglie Leonara. Rees, frequentò l'Eastbourne College prima di entrare alla Royal Military Academy di Woolwich nel 1902. Fu assegnato il 23 dicembre 1903 alla Royal Garrison Artillery e fu inviato a Gibilterra. Promosso Tenente nel 1906, si trasferì in Sierra Leone nel 1908 e nel maggio 1913 fu distaccato presso il Southern Nigeria Regiment.

### Prima guerra mondiale
Nel 1912, Rees imparò a volare a proprie spese, ricevendo il suo certificato di aviatore (n. 392) nel gennaio 1913. Nel 1913/14, Rees fu assegnato alla West African Frontier Force quando fu distaccato presso il Royal Flying Corps nell'agosto 1914, inizialmente come istruttore ad Upavon, fu promosso Capitano nell'ottobre 1914. All'inizio del 1915 prese il comando del neo-formato No. 11 Squadron a Netheravon ed in luglio si trasferirono in Francia. Andò per la prima volta in azione pilotando il Vickers Gunbus del No. 11 Squadron a metà del 1915, guadagnandosi la reputazione di pilota aggressivo e tiratore superiore alla media.
A quel punto aveva rivendicato un aereo catturato, uno distrutto, uno "costretto ad atterrare" e cinque "scesi a terra".
Rees tornò in Inghilterra alla fine del 1915 dove prese il comando del Central Flying School Flight di Upavon. Nel giugno del 1916 portò il No. 32 Squadron in Francia.
Rees aveva 31 anni ed era un Maggiore temporaneo nel No. 32 Squadron quando ebbe luogo il seguente atto per il quale gli fu assegnato il VC.
Nelle prime ore della Battaglia della Somme, Rees era di pattuglia, decollando con l'Airco DH.2 n. 6015 alle ore 05:55. Il suo tentativo di unirsi ad una formazione di aerei "britannici" portò all'attacco di uno dei tedeschi. Sparò all'attaccante, colpendo la sua fusoliera tra i due aviatori. Mentre si tuffava, Rees attaccò un Roland (Luft-Fahrzeug-Gesellschaft). Il fuoco da distanza di altri tre aerei tedeschi non scoraggiò Rees dal seguirlo e colpirlo. Rees quindi da solo inseguì altri cinque aerei tedeschi. Un proiettile nella coscia gli paralizzò la gamba, costringendolo a interrompere temporaneamente il suo assalto. Mentre lo shock della ferita si esauriva, fu in grado di inseguire il leader della formazione tedesca, che stava rientrando dopo aver sganciato la sua bomba. Finiti i colpi della sua Lewis (mitragliatrice), frustrato, estrasse la pistola ma gli cadde nella gondola del suo DH.2. Nel frattempo, il biposto tedesco si allontanò sopra di lui. La formazione tedesca fu frantumata e dispersa.
Rees rinunciò all'inseguimento inutile e tornò alla base. Una volta atterrato, si sedette sull'erba dell'aeroporto e fu portato in ospedale. Il valore delle sue azioni gli valse la Victoria Cross.
Dopo una pausa dovuta alle ferite causate dall'azione del 1º luglio andò in missione presso il Ministero della Guerra negli Stati Uniti, diventando un Tenente colonnello temporaneo nel maggio 1917. Per il resto delle ostilità, Rees comandò una Scuola di combattimento aereo con sede a RAF Turnberry (Firth of Clyde).
Il 2 novembre 1918 Rees ricevette l'Air Force Cross (Regno Unito) in riconoscimento dei preziosi servizi di volo.

### Tra le due guerre
Nel 1919, Rees fu nominato Ufficiale dell'Ordine dell'Impero Britannico. Il 1º agosto 1919 rassegnò le dimissioni dalla Royal Garrison Artillery e passa permanente nella nuova Royal Air Force come tenente colonnello. 
Nel giugno 1920, prese il comando dello stormo al Royal Air Force College Cranwell, diventando assistente comandante nel marzo del 1923. Promosso a Group Captain dopo che la RAF si allontanò dalla struttura dei ranghi dell'esercito, Rees divenne vicedirettore della direzione della formazione del Ministero dell'Aeronautica e nel gennaio 1925 divenne un aiutante di campo aggiuntivo del Re.
Rees fu inviato alla RAF Amman nel maggio 1926 e gli fu dato il comando della RAF Transgiordania e Palestina nell'ottobre 1926. Aveva un vivo interesse per l'archeologia e durante questo periodo, mentre volava sul Cairo verso la rotta Baghdad, prese alcune fotografie aeree dei primi siti archeologici, di siti nella Transgiordania orientale (ora Giordania) e pubblicò numerosi articoli sul Antiquity (rivista), del Palestine Exploration Fund. È considerato un padre degli studi archeologici di questa remota area ed un pioniere dell'archeologia aerea.
Rees tornò in Inghilterra nell'ottobre 1926 per prendere il comando del deposito della RAF ad Uxbridge (Hillingdon) prima di ritirarsi dalla RAF nel 1931 con il grado di Group Captain. Nel 1933, navigò da solo attraverso l'Atlantico dal Galles a Nassau alle Bahamas con una checchia. Per questo risultato gli fu assegnata la prestigiosa medaglia d'Acqua Blu dal Cruising Club of America nel 1934.

### Seconda guerra mondiale
Quando scoppiò la seconda guerra mondiale, Rees tornò nel Regno Unito dalle Bahamas e si unì nuovamente alla RAF. Rinunciò al suo grado di Group Captain nel gennaio 1941 su sua richiesta e gli fu concesso il grado di Wing commander (grado militare), operando in Africa. Il 21 novembre 1942 Rees tornò al grado di Group Captain nella lista dei pensionati.
Rees tornò a casa alle Bahamas ed il 12 agosto 1947, a 62 anni, sposò Sylvia Williams, una giovane donna del posto. Hanno avuto tre figli. Rees morì all'ospedale Princess Margaret di Nassau il 28 settembre 1955 per Leucemia. Fu sepolto nel cimitero di guerra di Nassau. Descritto come un vero gentiluomo, durante il suo periodo in Transgiordania e forse durante altre parti della sua carriera, Rees era noto per dare la sua paga in beneficenza.

## Onorificenze
For conspicuous gallantry and devotion to duty.
Whilst on flying duties, Major Rees sighted what he thought to be a bombing party of our own machines returning home. He went up to escort them, but on getting nearer discovered they were a party of enemy machines, about ten in all.

### Alcune sue pubblicazioni
- 1916: Fighting in the Air
- 1927: 'Ancient Reservoirs near Kasr Azrak'
- 1929: 'The Transjordan Desert'
- 1930: 'Transjordan: an ancient and a modern raid'
- 1948: 'The Route of the Exodus: The First Stage, Ramies to Etham'